# Prinsenhof (Kuringen)

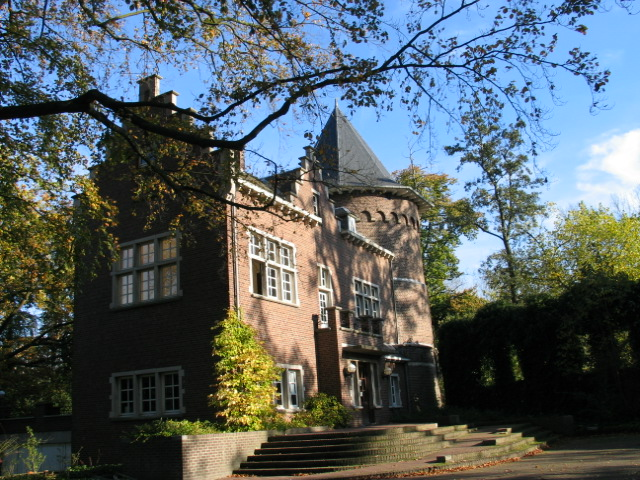
Het Prinsenhof (27 okt 2005)

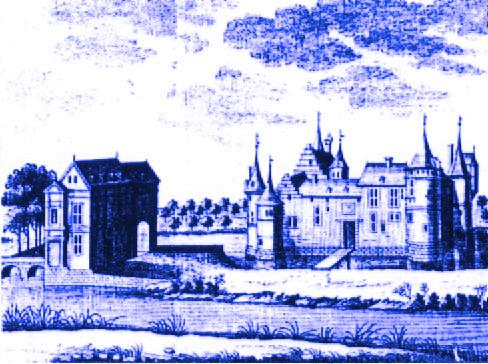
De burcht, naar een tekening van Remacle Leloup rond 1740

Het Prinsenhof is een kasteel in de Hasseltse deelgemeente Kuringen en kreeg zijn huidige naam in de 18e eeuw.
De plaats was in de loop van de geschiedenis de residentie van
- graven van Loon,
- prins-bisschoppen van Luik. Prins-bisschop Jan van Heinsberg overleed hier in de nacht van 18 op 19 oktober 1459. Een andere prins-bisschop, Gerard van Groesbeek, werd hier in 1517 geboren.
- geneesheer Constant Bamps (1847-1907), gemeenteraadslid en schepen van Hasselt
- gouverneur Hubert Verwilghen van de provincie Limburg vanaf 1950.

Ten oosten van het Prinsenhof ligt natuurgebied Prinsbeemden.

## Geschiedenis van het Prinsenhof
Het staat vast dat al in de 13e eeuw op deze plaats een motte stond. De graven van Loon die het geregeld aan de stok hadden met hun leenheer, de prins-bisschop van Luik, kozen voor een meer centraal gelegen residentie en verbleven hier vaak. De motte was intussen vervangen door een burcht met slotgracht en vier torens, vermoedelijk uit de 14e eeuw. Gerard van Loon was de eerste die naar het Prinsenhof verhuisde.
Het werd in de 15e eeuw een aantal keren belegerd en verwoest en het verloor aan belang toen het graafschap Loon bij het prinsbisdom gevoegd werd.
Het was prins-bisschop Everhard van der Marck die in het begin van de 16e eeuw het kasteel nieuwe glans gaf en hij verbouwde het tot een residentie met status (aanleg van een park met beelden en fonteinen). Keizer Karel V was er tweemaal op bezoek.
In de 17e eeuw verwoestten Franse soldaten de torens van het kasteel. Het gebouw werd niet meer hersteld en verviel tot een ruïne. In 1798 werd het domein aangeslagen en openbaar verkocht.
Antoon Bamps kocht het in het begin van de 19e eeuw en verbouwde een deel van de ruïne tot zomerhuis. Een schoonzoon maakte er in het begin van de 20e eeuw een herenhuis van. In 1914 erfde Tony Hermant-de Keuster het pand. In 1930 koopt de Hasseltse textielfabrikant Louis Gérard het Prinsenhof. Hij vernieuwt de omwallingsvijver, laat 2 tennisvelden aanleggen, renoveert het kasteel. Meerdere kunstschilders zoals Paul Hermans en Charles Wellens zijn er graag geziene gasten. Op 01.01.1951 wordt het domein verkocht aan gouverneur Hubert Verwilghen.
De stad Hasselt kocht het domein aan in 1984 en bracht er gemeentelijke diensten in onder.

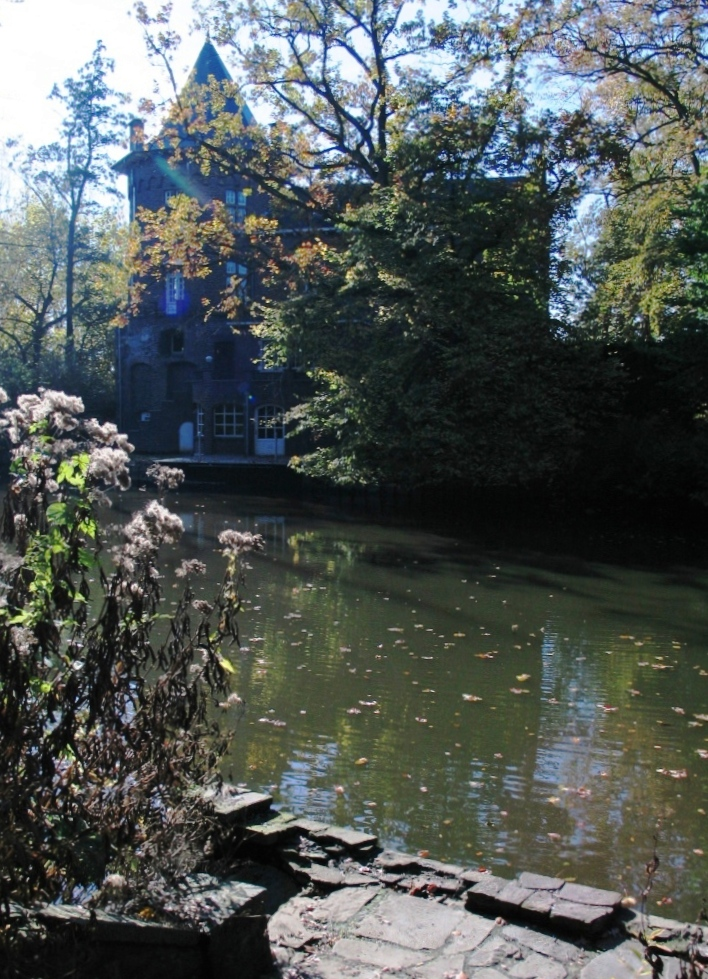
Het Prinsenhof (27 okt 2005)
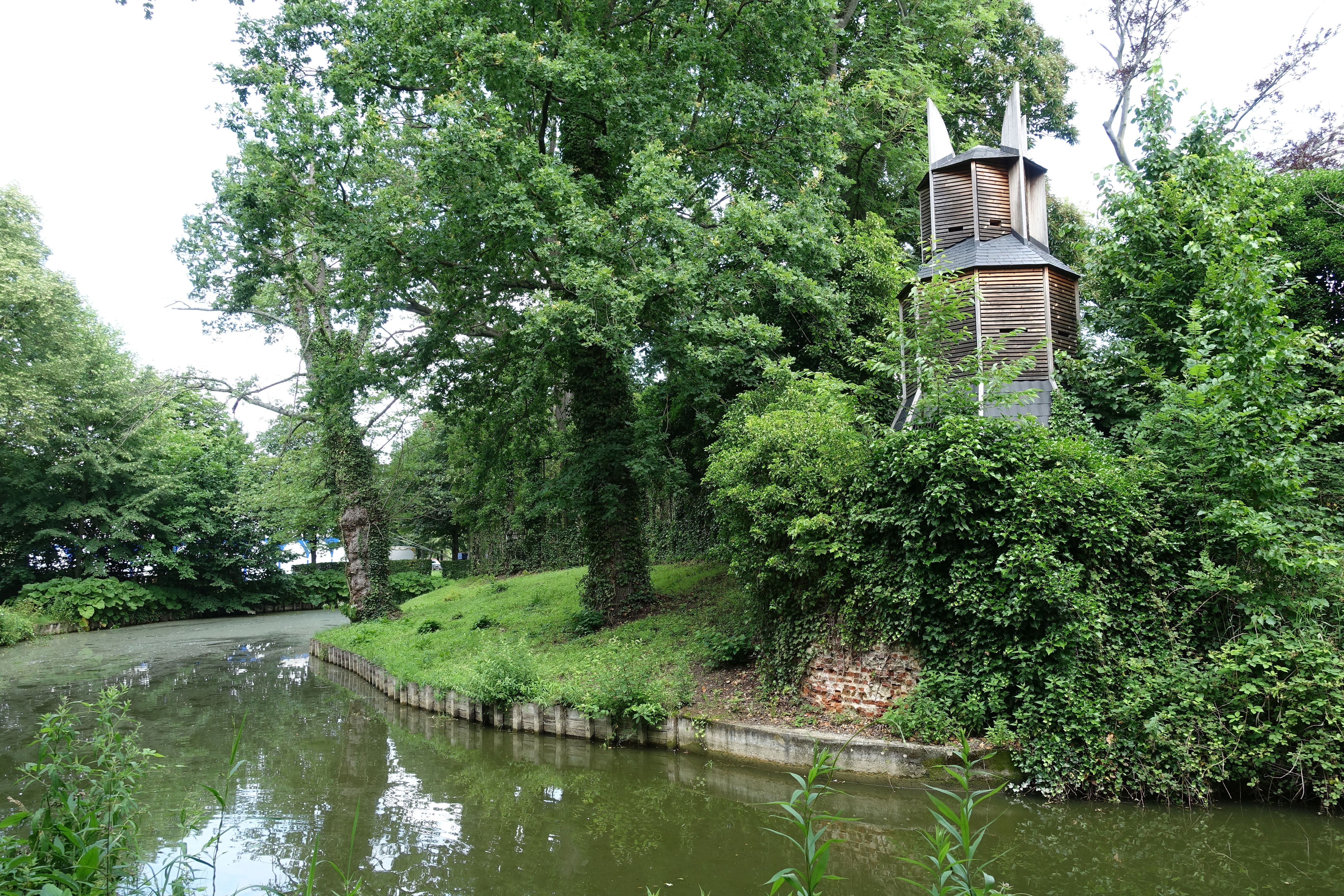
Motte middeleeuwse ophoging van het Prinsenhof (2021)
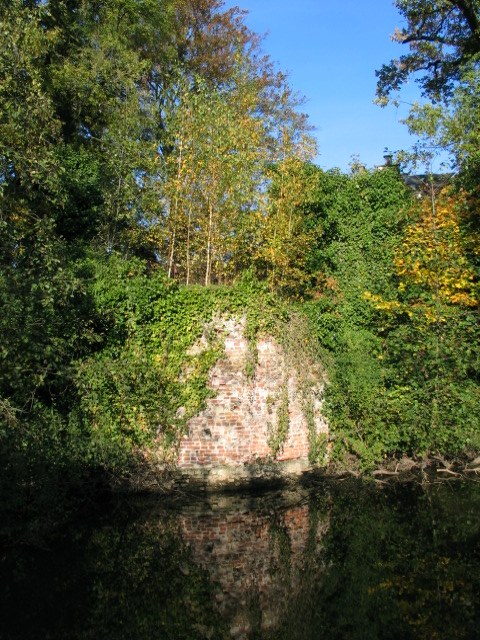
Restant van de oude burcht (27 okt 2005)